# Feltria rivophila
Feltria rivophila är en kvalsterart som beskrevs av Herbert Habeeb 1955. Feltria rivophila ingår i släktet Feltria och familjen Feltriidae. Inga underarter finns listade i Catalogue of Life.